# Andris Teikmanis

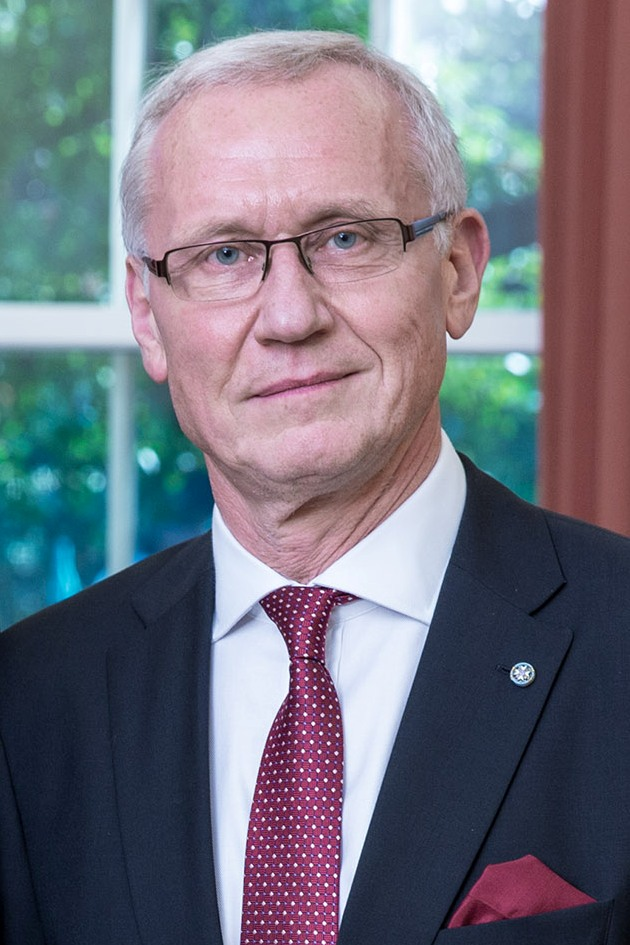
Andris Teikmanis (2016)

Andris Teikmanis (* 29. November 1959 in Riga, Lettische SSR) ist ein lettischer Diplomat und Jurist.

## Leben
Teikmanis absolvierte das Studium der Rechtswissenschaft an der Juridischen Fakultät der Universität Lettlands. Danach arbeitete er als Ermittler und Richter in Riga. Von 1990 bis 1994 leitete Teikmanis als Vorsitzender den Rigenser Stadtrat. Von 1990 bis 1993 war er Abgeordneter der Saeima, des lettischen Parlamentes, und von 1992 bis 1994 Bürgermeister von Riga. Von 1994 bis 1998 war er Ständiger Vertreter im Rang eines Botschafters beim Europarat in Straßburg, und von 1998 bis 2002 lettischer Botschafter in Deutschland. Von 2002 bis 2005 war er stellvertretender Staatssekretär im lettischen Außenministerium. Von 2005 bis 2008 war er Botschafter in Russland. Ab 2008 arbeitete er als Staatssekretär im Außenministerium. 2013 wurde er Botschafter in Großbritannien, 2016 übernahm er das Amt des Botschafters in den Vereinigten Staaten.